# Eupithecia albicarnea
Eupitecia albicarnea es una especie de polilla de la familia Geometridae. La especie fue descrita por primera vez por William Warren habiendo sido descrita en 1907 con distribución en Perú. El holotipo de la especie fue descrita en los alrededores del departamento de Huánuco.